# 安田真奈
安田 真奈（やすだ まな、1970年8月21日 - ）は、奈良県出身の映画監督、脚本家である。

## 経歴
奈良県立奈良高等学校、神戸大学法学部卒業。高校で映画研究部に所属。大学の映画サークルで8mm映画を撮りはじめる。卒業後は松下電器産業（現：パナソニック）に入社し、販促部門で働きながら作品を撮り続けていたことから「OL監督」として各メディアで取り上げられる。2002年秋に松下電器を退職している。
身近な話題をテーマに取り上げ、関西出身ならではのテンポの良い会話と笑いの要素をセンス良く取り入れた素朴で共感を呼ぶ作品を得意とする。

## 監督作品
1. 『オーライ』2000年、脚本兼任[2]。
2. 『ひとしずくの魔法』2001年、脚本兼任[2]。
3. 『リトルホスピタル』2003年、脚本兼任[2]。全55話。
4. 『喫茶 隠れ家』2004年、脚本兼任[2]。全10話。
5. 『Bella Grazie−ベッラ・グラツィエ−』2004年、脚本兼任[2]。
6. 『幸福のスイッチ(しあわせのスイッチ)』2006年、脚本兼任[2]。劇場デビュー作品。
7. 『パナソニックCM"パナソニックのお店・日栄電器編"』2015年[3]。
8. 『36.8℃ サンジュウロクドハチブ』（ぼくらのレシピ図鑑シリーズ第1弾）2017年、脚本兼任。
9. 『TUNAガール』2019年、脚本兼任[4][5][6]。
10. 『海を耕すものたち～近大マグロの歴史と未来～』2019年[5]。TUNAガール制作時の「近大マグロ」に関する膨大な取材を元にしたドキュメンタリー。
11. 『あした、授業参観いくから。』2021年、脚本兼任。
12. 『こじらせて屋上』2022年、脚本兼任。
13. 『メンドウな人々』（ぼくらのレシピ図鑑シリーズ第3弾）2023年、脚本兼任。

## 脚本作品
1. NHK 『中学生日記「蚊帳的片思い(前編-後編)」』2003年。
2. NHK 『中学生日記「何で そーなるのっ？！」』2004年。
3. NHK 『中学生日記「発足！鶴舞先生 結婚対策委員会」』2004年。
4. NHK 『中学生日記「きみのとなりで」』2005年。
5. NHK 『中学生日記「ラストバレンタイン2」』2005年。
6. 『猫目小僧』2006年、楳図かずお原作。
7. NHK 『中学生日記「保健室の初恋(2)オタクと恋と金髪と」』2010年。
8. NHK かんさい特集 『やさしい花』2011年。
9. MBS 『奇跡のホスピス〜人生の"わすれもの"ってなんですか?〜』2012年、共同脚本。
10. NHK 水曜プレミアムスペシャル 『ちょっとは、ダラズに。』2014年。
11. サンテレビ 『神戸在住』及び 映画『劇場版 神戸在住』2015年、木村紺原作。阪神・淡路大震災20年・サンテレビジョン開局45周年記念事業作品。
12. 関西テレビ『大阪環状線 ひと駅ごとの愛物語Part2 芦原橋駅編「ダダダゆうてドン」』2017年。
13. 関西テレビ『大阪環状線 ひと駅ごとのスマイルPart3 寺田町駅編「宇宙のタコヤキ」』2018年。

## 作品（その他）
1. 絵本『にじいろのネジ』2017年、文章担当。

## 受賞歴
- 1994年 - 『わっつ・ごーいん・おん？』
  - 五日市（あきる野）映画祭 グランプリ。
  - 五日市（あきる野）映画祭 観客審査員賞
- 1995年 - 『ぼちぼちの俺ら』
  - 五日市（あきる野）映画祭 監督賞
- 1996年 - 『ヒトチガイ』
  - キリンコンテンポラリーアワード奨励賞
  - ひろしま映像展演技賞
- 1996年 - 『おっさん・らぷそてー』
  - ひろしま映像展グランプリ、企画脚本賞
  - あきる野映画祭脚本賞
- 1997年 - 『忘れな草子』
  - あきる野映画祭グランプリ。
- 1998年 - 『イタメシの純和風』
  - あきる野映画祭グランプリ。
- 2000年 - 『オーライ』
  - 宝塚映画祭すみれ座賞
  - TAMA NEW WAVE特別賞
- 2001年 - 『オーライ』
  - ゆうばり国際ファンタスティック映画祭 観客アンケート1位ファンタランド大賞
- 2002年 - 『わっつ・ごーいん・おん？』
  - あきる野映画祭ゴールドグランプリ（歴代15グランプリ作品中）
- 2002年 - 『something interesting』
  - nifty ゆめ郵便 ショートカットムービーコンテスト グランプリ
- 2006年 - 『幸福のスイッチ』
  - 第2回おおさかシネマフェスティバル 脚本賞
- 2006年 - 『幸福のスイッチ』
  - 第16回日本映画批評家大賞 特別女性監督賞[7]
- 2022年 - 『あした、授業参観いくから。』
  - Japan Film Festival Los Angeles 2022　Best Screenplay Award
- 2023年 - 『TUNAガール』
  - Japan Film Festival Los Angeles 2023　Best Passion Award